# Порфирит
Порфири́т — гипабиссальная магматическая горная порода с порфировой структурой, не содержащая калиевого полевого шпата среди породообразующих минералов. В 20 веке термин часто применялся по отношению к палеотипным вулканическим горным породам среднего и основного состава, но во избежание двойственности в обозначении кайнотипных и палеотипных горных пород Петрографическим кодексом России было рекомендовано этот термин применять только по отношению к гипабиссальным горным породам.
Крупные кристаллы — вкрапленники андезина, реже пироксена — погружены в основную массу, состоящую из стекла. Слагают дайки, штоки, силлы и пр. В отличие от вулканических горных пород, порфириты несут следы интенсивных послемагматических изменений (в виде хлоритизации, эпидотизации, карбонатизации и пр.) первоначально стекловатой основной массы и частичного или полного замещения вкрапленников вторичными минералами. В зависимости от состава выделяются разновидности порфиритов: плагиоклазовые, роговообманковые, пироксеновые порфириты и др. Широко распространены в складчатых и платформенных областях в отложениях различного геологического возраста.

## Разновидности
В зависимости от состава, выделяется несколько разновидностей: роговообманковая, пироксеновая, плагиоклазовая. Учитывая состав аналогичной кайнотипной породы, существует андезитовый и базальтовый порфирит.
- Базальтовый порфирит  - разность долерита с порфировой структурой
- Диоритовый порфирит  - цвет камня темно-серый, может быть с зеленым или красно-бурым оттенком, главными составляющими минералами являются биотит, плагиоклаз, пироксен, амфибол
- Габбровый порфирит - порода темно-серого, серо-чёрного, черно-зеленого или чёрного цвета. К основным минералам относятся пироксен и основной плагиоклаз
- Диабазовый порфирит -  представляет собой мелкозернистую породу, включающую редкие порфировые выделения плагиоклаза, цвет камней – темно-зеленый и темно-серый.
- Пироксеновый порфирит – застывшая порода, состоящая из устойчивых к физическому и химическому воздействию минералов. Для породы характерен химический состав с преобладанием окислов кремния, магния, кальция. При этом абсолютно отсутствуют радионуклиды и вредные соединения.

## Применение

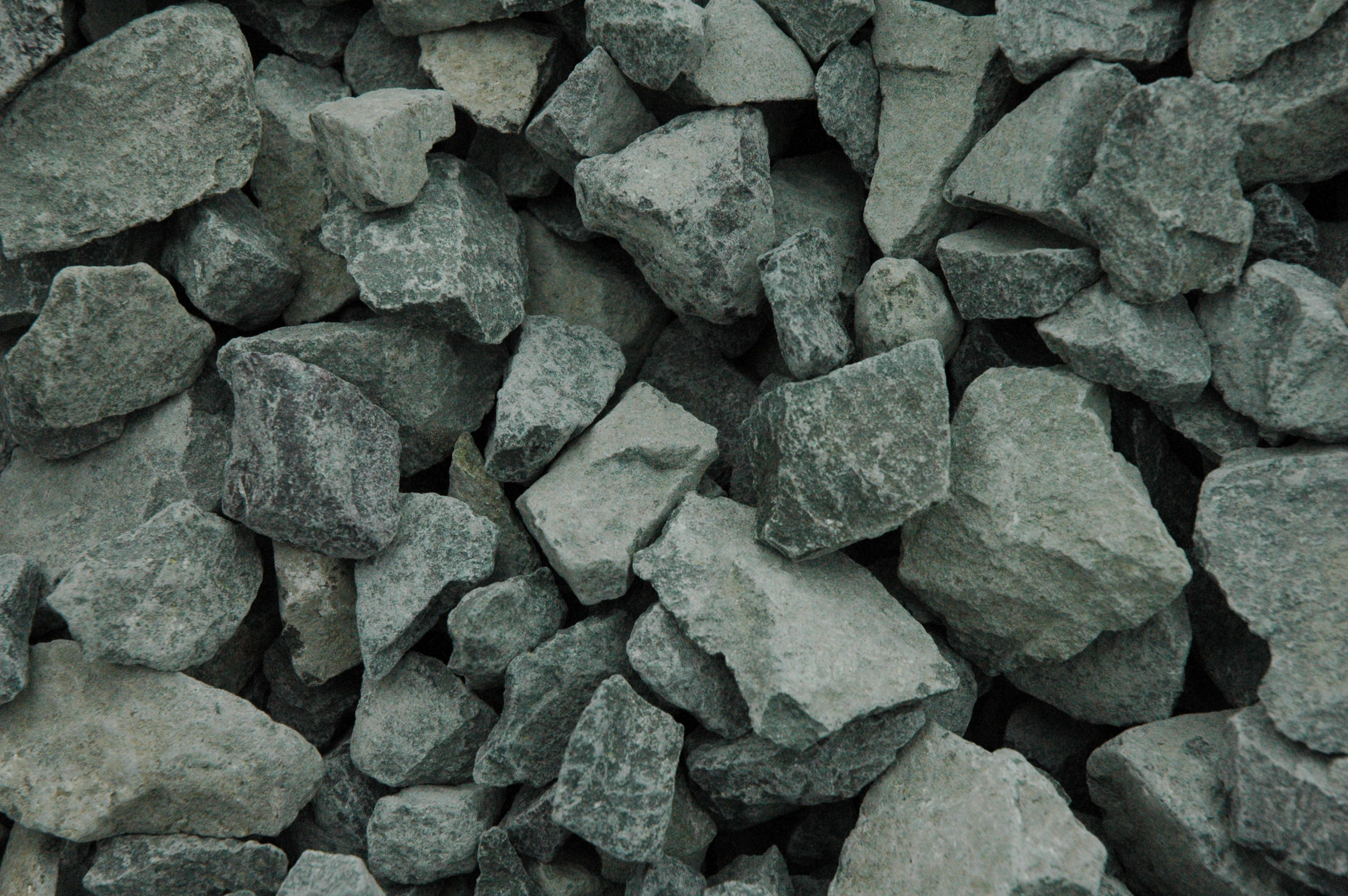
Щебень крупной фракции из порфирита

Порфирит применение нашел широкое за счет своих физико-механических характеристик, в частности твердости. Благодаря ей, камень широко используется в разных областях строительства: возводят мостовые, выполняют мощение тротуарных дорожек, облицовку фасадов заборов и цоколей домов. Его используют, как в промышленном, так и в гражданском строительстве.
Одним из уникальных свойств камня является его самоочищение. Для наблюдения этого свойства камень специально намазывается машинным маслом и оставляется в таком состоянии на 2-3 недели. По истечении времени, следы нефтепродуктов на камне не обнаруживаются. Учитывая такое свойство, камень успешно применяется для мощения автозаправок и площадок для хранения нефтепродуктов.
Однако строительство – не единственная область, где применяется порода. Камень является наилучшим вариантом для применения в каменках саун и бань. Свойства камня позволяют ему выдерживать многократные большие температурные перепады. Кроме того, он не боится огня, а при попадании воды, что важно в условиях саун и бань, не трескается и не разрушается.